# Fáelchar Ua Máele Ódrain
Fáelchar Ua Máele Ódrain (mort en 693) ou Fáelchar mac Forandail est un  roi d'Osraige dans l'actuel comté de Kilkenny.

## Règne
Les annales irlandaises le présentent comme le petit-fils de Máel Ódran. Les généalogies précisent que Máel Ódran est le fils de Scandlán Mór mac Colmáin Mór († 644), un précédent souverain d'Osraige. Le père de Fáelchar se nommait Forandil. La dynastie qui règne sur l'Osraige au début de la période chrétienne se nomme les Dál Birn. Il semble avoir régné de 678 à 693.
L'Osraige constituait une partie du royaume de Munster à cette époque et les conflits entre l'Osraige et les hommes du Leinster, les Laigin, sont fréquemment relevés dans les annales aux VIIe et VIIIe siècles. En 693, Fáelchar est tué lors d'un combat contre les Laigin.
Son fils Cellach mac Fáelchair († 735) sera également roi d'Osraige .

## Sources
- (en) Gearóid Mac Niocaill, Ireland before Vikings, Dublin, Gill & Macmillan, 1972, p. 129 Rulers of Osraige 693-802
- (en) Bart Jaski, Genealogical tables of medieval Irish royal dynasties, Dublin, Four Courts Press, 2013 (ISBN 9781846824265), p. 126 Tableau-47 Osraige a.6th-8th c.
- Annales d'Ulster at CELT: Corpus of Electronic Texts sur University College Cork
- Annale de Tigernach at CELT: Corpus of Electronic Texts sur University College Cork
- Génénealogies de Rawlinson B 502, compilées par Donnchadh Ó Corráin sur CELT: Corpus of Electronic Texts at University College Cork